# Thuyết tiến hóa tổng hợp mở rộng

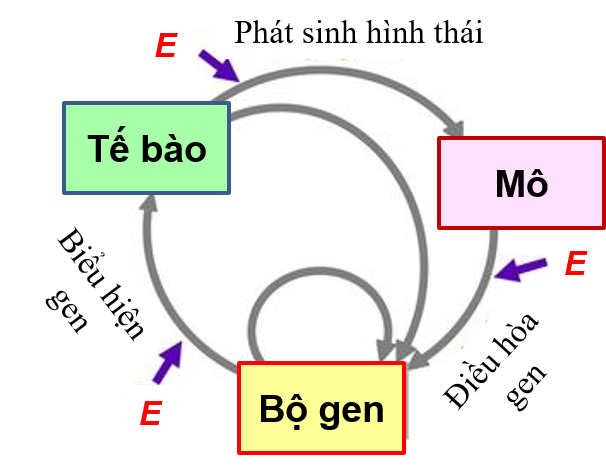
Một trong những nội dung bổ sung của EES so với ES (theo Gerd B. Müller).

Thuyết tiến hóa tổng hợp hiện đại đã và đang là một học thuyết "thống trị" trong sinh học tiến hóa suốt hơn 70 năm qua, kể từ khi nó ra đời vào khoảng những năm 1940. Học thuyết này thường được gọi ngắn gọn là tiến hóa tổng hợp (từ tiếng Anh: evolutionary synthesis, viết tắt là ES), đã tích hợp được những thành tựu khoa học xuất sắc, được chọn lọc và chỉnh lý lại trước đó trong các lĩnh vực khoa học liên quan. Tuy nhiên, trong hơn 70 năm qua, khoa học nói chung và sinh học tiến hóa nói riêng đã có nhiều thành tựu còn "hiện đại" hơn, tạo nên "cảnh quan khoa học" rất khác. Trong "cảnh quan" này, rất nhiều khái niệm, lý thuyết mới đã ra đời mà học thuyết này chưa kịp tích hợp; hoặc một số thành tựu đưa ra những thách thức đối với "khung" lý thuyết đã hoàn thành. Điều này đặt ra sự cần thiết phải phát triển nó, dẫn đến sự hình thành thuyết tiến hóa tổng hợp mở rộng (dịch từ tiếng Anh: extended evolutionary synthesis, ở đây viết tắt là EES, tức " tiến hóa tổng hợp mở rộng"), được đề xuất như một khung lý thuyết mới trong sinh học tiến hóa.

## Lược sử
Đang thực hiện...

### Ủng hộ EES
- Arnold, Anthony J; Fristrup, Kurt (1982). "The Theory of Evolution by Natural Selection: A Hierarchical Expansion". Paleobiology. Quyển 8 số 2. tr. 113–129. doi:10.1017/s0094837300004462.
- Boto, Luis (2010). "Horizontal Gene Transfer in Evolution: Facts and Challenges". Proc Biol Sci. Quyển 277 số 1683. tr. 819–827. doi:10.1098/rspb.2009.1679. PMC 2842723. PMID 19864285.
- Carroll, Sean B (2008). "Evo-Devo and an Expanding Evolutionary Synthesis: A Genetic Theory of Morphological Evolution". Cell. Quyển 134 số 1. tr. 25–36. doi:10.1016/j.cell.2008.06.030. PMID 18614008. S2CID 2513041.
- Endler, John (1986). "The Newer Synthesis? Some Conceptual Problems in Evolutionary Biology". Oxford Surveys in Evolutionary Biology. Quyển 3. tr. 224–243.
- Gilbert, Scott F. (2000). "A New Evolutionary Synthesis". In Developmental Biology, 6th edition. Sinauer. ISBN 0-87893-243-7
- Jablonka, Eva; Lamb, Marion J. (2008). "Soft Inheritance: Challenging the Modern Synthesis". Genetics and Molecular Biology. Quyển 31 số 2. tr. 389–395. doi:10.1590/s1415-47572008000300001.
- Koonin, Eugene (2009). "Towards a postmodern synthesis of evolutionary biology". Cell Cycle. Quyển 8 số 6. tr. 799–800. doi:10.4161/cc.8.6.8187. PMC 3410441. PMID 19242109.
- Koonin, Eugene (2009). "The Origin at 150: is a new evolutionary synthesis in sight?". Trends Genet. Quyển 25 số 11. tr. 473–475. doi:10.1016/j.tig.2009.09.007. PMC 2784144. PMID 19836100.
- Lodé, Thierry (2013). Manifeste pour une écologie évolutive, Darwin et après. Eds Odile Jacob, Paris.
- Messerly, J.G. (1992). Piaget's conception of evolution: Beyond Darwin and Lamarck. Lanham, MD: Rowman & Littlefield. ISBN 0-8476-8243-9.
- Müller, Gerd B. (2014). "EvoDevo Shapes the Extended Synthesis". Biol Theory. Quyển 9 số 2. tr. 119–121. doi:10.1007/s13752-014-0179-6.
- Pennisi, Elizabeth (2008). "Modernizing the Modern Synthesis". Science. Quyển 321 số 5886. tr. 196–197. doi:10.1126/science.321.5886.196. PMID 18621652. S2CID 33015565.
- Postdarwinism: "The New Synthesis". A review of Ecological Developmental Biology: Integrating Epigenetics, Medicine, and Evolution, by Scott F. Gilbert and David Epel (Sinauer, 2009).
- "Post-modern synthesis?" A review of Developmental Plasticity and Evolution by Mary Jane West-Eberhard (Oxford University Press, 2003).
- Schrey; và đồng nghiệp (2012). "The Role of Epigenetics in Evolution: The Extended Synthesis". Genetics Research International. Quyển 2012. tr. 286164. doi:10.1155/2012/286164. PMC 3335599. PMID 22567381.{{Chú thích tạp chí}}:  Quản lý CS1: DOI truy cập mở nhưng không được đánh ký hiệu (liên kết)
- Weber, Bruce H (2011). "Extending and Expanding the Darwinian Synthesis: The Role of Complex Systems Dynamics". Studies in History and Philosophy of Biological and Biomedical Science. Quyển 42 số 1. tr. 75–81. doi:10.1016/j.shpsc.2010.11.014. PMID 21300318.
- Whitfield, John (2008). "Biology theory: Postmodern evolution?". Nature. Quyển 455 số 7211. tr. 281–284. doi:10.1038/455281a. PMID 18800108.

### Phê phán EES
- Coyne, Jerry (ngày 24 tháng 11 năm 2014). "Does evolution need a revolution?". Why Evolution Is True (Blog). Truy cập ngày 19 tháng 11 năm 2015.
- Craig, Lindsay (2010). "The So-Called Extended Synthesis and Population Genetics". Biological Theory. Quyển 5 số 2. tr. 117–123. doi:10.1162/biot_a_00035. S2CID 84662773.
- Dickens, Thomas; Rahman, Qazi. (2012). "The extended evolutionary synthesis and the role of soft inheritance in evolution". Proceedings of the Royal Society: B biological sciences, 279 (1740). pp. 2913–2921.
- Felsenstein, Joseph (1986). "Waiting for Post-Neo-Darwin". Evolution. Quyển 40 số 4. tr. 883–889. doi:10.2307/2408480. JSTOR 2408480. PMID 28556149.
- Haig, David (2007). "Weismann rules! OK? Epigenetics and the Lamarckian Temptation". Biology and Philosophy. Quyển 22 số 3. tr. 415–428. doi:10.1007/s10539-006-9033-y. S2CID 16322990.
- Kurland, CG; Canback, B; Berg, OG (2003). "Horizontal Gene Transfer: A Critical View". Proc Natl Acad Sci U S A. Quyển 100 số 17. tr. 9658–9662. Bibcode:2003PNAS..100.9658K. doi:10.1073/pnas.1632870100. PMC 187805. PMID 12902542.
- Lynch, Michael (2007). "The frailty of adaptive hypotheses for the origins of organismal complexity". Proceedings of the National Academy of Sciences. Quyển 104. tr. 8597–8604. Bibcode:2007PNAS..104.8597L. doi:10.1073/pnas.0702207104. PMC 1876435. PMID 17494740.
- Mayr, Ernst (2004). "80 years of watching the evolutionary scenery". Science. Quyển 305 số 5680. tr. 46–47. doi:10.1126/science.1100561. PMID 15232092.
- Merlin, Francesca (2010). "Evolutionary Chance Mutation: A Defense of the Modern Synthesis' Consensus View". Philosophy and Theory in Biology. Quyển 2 số 20170609. tr. 22. doi:10.3998/ptb.6959004.0002.003.
- Stebbins, Ledyard G.; Ayala, Francisco J. (1981). "Is a New Evolutionary Synthesis Necessary?". Science. Quyển 213 số 4511. tr. 967–971. Bibcode:1981Sci...213..967L. doi:10.1126/science.213.4511.967. PMID 17789015. S2CID 39048630.